# Copa Venezuela 2010
La Copa Venezuela 2010 es la 37.ª versión del clásico torneo de copa entre clubes de Venezuela  y en el cual participan clubes de la 1ª División, 2ª División A y 2ª División B. El torneo es dirigido por la Federación Venezolana de Fútbol.
En esta competencia es obligatoria la alineación de jugadores nacidos en los años 91-92, y su sustitución será libre una vez comenzado el partido; entretanto, los jugadores de los años 93-94 sólo podrán suplidos por jugadores de su misma edad.
La Copa Venezuela concede el primer cupo a la Copa Sudamericana 2011, de acuerdo con las bases de competencia establecidas por la Federación Venezolana de Fútbol.
Para esta edición, el Deportivo Petare será la nueva divisa, tras el cambio de nombre del antiguo Deportivo Italia, poseedor de cuatro títulos nacionales en más de medio siglo de actividades en el fútbol venezolano.

## Equipos participantes

### Resumen
| Primera             | 18 | Primera y segunda fase | Atlético Venezuela y Caroní Fútbol Club disputan la primera fase por ser equipos recién ascendidos de la Segunda División de Venezuela.               |
| Segunda             | 17 | Primera fase           | De los 20 equipos de la categoría, 2 equipos no pueden disputar el torneo por ser equipos filial. Estrella Roja decidió no participar en este torneo. |
| Segunda B           | 13 | Primera fase           | De los 18 equipos de la categoría, 5 equipos no pueden disputar el torneo por ser equipos filial.                                                     |
| Total de equipos 48 |    |                        | |

## Desarrollo

### Primera fase
La primera fase se jugó a partido único con treinta y dos conjuntos involucrados en dieciséis llaves, enfrentándose Segunda División B de Venezuela, Segunda División de Venezuela y los dos conjuntos recién ascendidos a la Primera División de Venezuela.
| Llave | Div. | Local                             | Resultado            | Visitante                        | Div. | Día          |
| ----- | ---- | --------------------------------- | -------------------- | -------------------------------- | ---- | ------------ |
| 1     | 2ª   | Minasoro Fútbol Club              | 0-1 (Prórroga)       | Caroní Fútbol Club               | 1ª   | 25 de agosto |
| 2     | 2ª B | Deportivo Madeirense              | 2-4                  | Fundación Cesarger FC            | 2ª   | 26 de agosto |
| 3     | 2ª B | Pellicano Fútbol Club             | 3-2 (Prórroga)       | Angostura Fútbol Club            | 2ª   | 25 de agosto |
| 4     | 2ª B | Club Atlético López Hernández     | 1-0                  | Atlético Piar                    | 2ª   | 25 de agosto |
| 5     | 2ª B | Sport Club Guaraní                | 0-1                  | Atlético Venezuela               | 1ª   | 25 de agosto |
| 6     | 2ª B | La Victoria FC                    | 0-2                  | Universidad Central de Venezuela | 2ª   | 25 de agosto |
| 7     | 2ª B | Deportivo Apure                   | 0-3                  | Unión Atlético Aragua            | 2ª   | 25 de agosto |
| 8     | 2ª B | Arroceros de Calabozo Fútbol Club | 1-1 (3-4 en penales) | Tucanes de Amazonas Fútbol Club  | 2ª   | 25 de agosto |
| 9     | 2ª B | Deportivo Peñarol FC              | 1-1 (5-4 en penales) | SD Centro Ítalo                  | 2ª   | 25 de agosto |
| 10    | 2ª B | Omega Fútbol Club                 | 0-1                  | Lara FC                          | 2ª   | 25 de agosto |
| 11    | 2ª B | Unión Atlético Falcón             | 0-0 (2-4 en penales) | Unión Atlético Maracaibo         | 2ª   | 25 de agosto |
| 12    | 2ª B | Academia Emeritense FC            | Se retiró            | Real Bolívar COL                 | 2ª   | 25 de agosto |
| 13    | 2ª B | Hermandad Gallega Fútbol Club     | 1-1 (4-3 en penales) | Portuguesa Fútbol Club           | 2ª   | 25 de agosto |
| 14    | 2ª B | Atlético Cojedes                  | 0-1                  | Llaneros de Guanare Fútbol Club  | 2ª   | 25 de agosto |
| 15    | 2ª   | Unión Atlético San Antonio        | 2-2 (4-5 en penales) | Ureña Sport Club                 | 2ª   | 25 de agosto |
| 16    | 2ª   | Lotería del Táchira FC            | 0-1                  | Club Deportivo San Antonio       | 2ª   | 25 de agosto |

|  | Clasifica a la segunda fase de la Copa Venezuela. |

### Segunda fase
En la segunda fase se enfrentan los ganadores de la primera fase contra los equipos de la Primera División, a partido único siendo local el equipo de la división más baja.
| Llave | Div. | Local                               | Resultado            | Visitante                         | Div. | Día             |
| ----- | ---- | ----------------------------------- | -------------------- | --------------------------------- | ---- | --------------- |
| 1     | 1ª   | Caroní Fútbol Club                  | 1 - 2                | Club Deportivo Mineros de Guayana | 1ª   | 5 de septiembre |
| 2     | 2ª   | Fundación Cesarger FC               | 1-1 (6-7 en penales) | Monagas Sport Club                | 1ª   | 5 de septiembre |
| 3     | 2ª B | Pellicano Fútbol Club               | 0 - 2 (Prórroga)     | Deportivo Anzoátegui Sport Club   | 1ª   | 5 de septiembre |
| 4     | 2ª B | Club Atlético López Hernández       | 0 - 9                | Real Esppor Club                  | 1ª   | 4 de septiembre |
| 5     | 1ª   | Atlético Venezuela                  | 0 - 3                | Deportivo Petare                  | 1ª   | 5 de septiembre |
| 6     | 2ª   | Universidad Central de Venezuela FC | 1 - 3                | Caracas Fútbol Club               | 1ª   | 5 de septiembre |
| 7     | 2ª   | Unión Atlético Aragua               | 2 - 3                | Aragua Fútbol Club                | 1ª   | 5 de septiembre |
| 8     | 2ª   | Tucanes de Amazonas Fútbol Club     | 1 - 2 (Prórroga)     | Carabobo Fútbol Club              | 1ª   | 5 de septiembre |
| 9     | 2ª B | Deportivo Peñarol FC                | 0 - 7                | Yaracuyanos Fútbol Club           | 1ª   | 4 de septiembre |
| 10    | 2ª   | Lara FC                             | 2 - 0                | Zulia Fútbol Club                 | 1ª   | 5 de septiembre |
| 11    | 2ª   | Unión Atlético Maracaibo            | 1 - 2                | Trujillanos Fútbol Club           | 1ª   | 5 de septiembre |
| 12    | 2ª   | Real Bolívar COL                    | 1-1 (6-5 en penales) | Atlético El Vigía Fútbol Club     | 1ª   | 5 de septiembre |
| 13    | 2ª B | Hermandad Gallega Fútbol Club       | 0 - 3                | Deportivo Lara                    | 1ª   | 5 de septiembre |
| 14    | 2ª   | Llaneros de Guanare Fútbol Club     | 0 - 2                | Zamora Fútbol Club                | 1ª   | 5 de septiembre |
| 15    | 2ª   | Ureña Sport Club                    | 1 - 4                | Deportivo Táchira Fútbol Club     | 1ª   | 5 de septiembre |
| 16    | 2ª   | Club Deportivo San Antonio          | 2 - 0                | Estudiantes de Mérida Fútbol Club | 1ª   | 5 de septiembre |

|  | Clasifica a los octavos de final de la Copa Venezuela. |

### Fase final
Finalizada la segunda ronda de la Copa Venezuela sólo quedarán dieciséis equipos. Los partidos se jugarán a partidos de ida y vuelta entre los vencedores de la segunda fase.
|  | Octavos de final                | Octavos de final                | Octavos de final                |                      |   | Cuartos de final              | Cuartos de final              | Cuartos de final              |  |  | Semifinales          | Semifinales          | Semifinales          |  |  | Final              | Final              | Final              |
|  | 15 de septiembre y 6 de octubre | 15 de septiembre y 6 de octubre | 15 de septiembre y 6 de octubre |                      |   | 8 de octubre y 3 de noviembre | 8 de octubre y 3 de noviembre | 8 de octubre y 3 de noviembre |  |  | 10 y 24 de noviembre | 10 y 24 de noviembre | 10 y 24 de noviembre |  |  | 1 y 8 de diciembre | 1 y 8 de diciembre | 1 y 8 de diciembre |
|  |                                 |                                 |                                 |                      |   |                               |                               |                               |  |  |                      |                      |                      |  |  |                    |                    |                    |
|  |                                 |                                 |                                 |                      |   |                               |                               |                               |  |  |                      |                      |                      |  |  |                    |                    |                    |
|  |                                 |                                 |                                 |                      |   |                               |                               |                               |  |  |                      |                      |                      |  |  |                    |                    |                    |
|  | Mineros de Guayana              | 1                               | 1                               |                      |   |                               |                               |                               |  |  |                      |                      |                      |  |  |                    |                    |                    |
|  | Mineros de Guayana              | 1                               | 1                               |                      |   |                               |                               |                               |  |  |                      |                      |                      |  |  |                    |                    |                    |
|  | Deportivo Petare                | 0                               | 0                               |                      |   |                               |                               |                               |  |  |                      |                      |                      |  |  |                    |                    |                    |
|  | Deportivo Petare                | 0                               | 0                               | Mineros de Guayana   | 0 | 0                             |                               |                               |  |  |                      |                      |                      |  |  |                    |                    |                    |
|  |                                 |                                 |                                 |                      | 0 | 0                             |                               |                               |  |  |                      |                      |                      |  |  |                    |                    |                    |
|  |                                 | Deportivo Lara                  | 0                               | 2                    |   |                               |                               |                               |  |  |                      |                      |                      |  |  |                    |                    |                    |
|  | Yaracuyanos FC                  | Deportivo Lara                  | 0                               | 2                    | 1 | 0                             |                               |                               |  |  |                      |                      |                      |  |  |                    |                    |                    |
|  | Yaracuyanos FC                  |                                 |                                 |                      | 1 | 0                             |                               |                               |  |  |                      |                      |                      |  |  |                    |                    |                    |
|  | Deportivo Lara                  | 1                               | 1                               |                      |   |                               |                               |                               |  |  |                      |                      |                      |  |  |                    |                    |                    |
|  | Deportivo Lara                  | 1                               | 1                               | Deportivo Lara       | 2 | 1                             |                               |                               |  |  |                      |                      |                      |  |  |                    |                    |                    |
|  |                                 |                                 |                                 |                      | 2 | 1                             |                               |                               |  |  |                      |                      |                      |  |  |                    |                    |                    |
|  |                                 | Trujillanos                     | 1                               | 3                    |   |                               |                               |                               |  |  |                      |                      |                      |  |  |                    |                    |                    |
|  | Deportivo Anzoátegui            | Trujillanos                     | 1                               | 3                    | 2 | 0                             |                               |                               |  |  |                      |                      |                      |  |  |                    |                    |                    |
|  | Deportivo Anzoátegui            |                                 |                                 |                      | 2 | 0                             |                               |                               |  |  |                      |                      |                      |  |  |                    |                    |                    |
|  | Aragua                          | 0                               | 1                               |                      |   |                               |                               |                               |  |  |                      |                      |                      |  |  |                    |                    |                    |
|  | Aragua                          | 0                               | 1                               | Deportivo Anzoátegui | 1 | 0                             |                               |                               |  |  |                      |                      |                      |  |  |                    |                    |                    |
|  |                                 |                                 |                                 |                      | 1 | 0                             |                               |                               |  |  |                      |                      |                      |  |  |                    |                    |                    |
|  |                                 | Trujillanos (v)                 | 1                               | 0                    |   |                               |                               |                               |  |  |                      |                      |                      |  |  |                    |                    |                    |
|  | Trujillanos                     | Trujillanos (v)                 | 1                               | 0                    | 3 | 0                             |                               |                               |  |  |                      |                      |                      |  |  |                    |                    |                    |
|  | Trujillanos                     |                                 |                                 |                      | 3 | 0                             |                               |                               |  |  |                      |                      |                      |  |  |                    |                    |                    |
|  | Deportivo Táchira               | 1                               | 0                               |                      |   |                               |                               |                               |  |  |                      |                      |                      |  |  |                    |                    |                    |
|  | Deportivo Táchira               | 1                               | 0                               | Trujillanos (v)      | 0 | 1                             |                               |                               |  |  |                      |                      |                      |  |  |                    |                    |                    |
|  |                                 |                                 |                                 |                      | 0 | 1                             |                               |                               |  |  |                      |                      |                      |  |  |                    |                    |                    |
|  |                                 | Zamora                          | 0                               | 1                    |   |                               |                               |                               |  |  |                      |                      |                      |  |  |                    |                    |                    |
|  | Monagas                         | Zamora                          | 0                               | 1                    | 1 | 1                             |                               |                               |  |  |                      |                      |                      |  |  |                    |                    |                    |
|  | Monagas                         |                                 |                                 |                      | 1 | 1                             |                               |                               |  |  |                      |                      |                      |  |  |                    |                    |                    |
|  | Caracas                         | 6                               | 2                               |                      |   |                               |                               |                               |  |  |                      |                      |                      |  |  |                    |                    |                    |
|  | Caracas                         | 6                               | 2                               | Caracas              | 1 | 0                             |                               |                               |  |  |                      |                      |                      |  |  |                    |                    |                    |
|  |                                 |                                 |                                 |                      | 1 | 0                             |                               |                               |  |  |                      |                      |                      |  |  |                    |                    |                    |
|  |                                 | Zamora                          | 2                               | 1                    |   |                               |                               |                               |  |  |                      |                      |                      |  |  |                    |                    |                    |
|  | Lara FC                         | Zamora                          | 2                               | 1                    | 1 | 1                             |                               |                               |  |  |                      |                      |                      |  |  |                    |                    |                    |
|  | Lara FC                         |                                 |                                 |                      | 1 | 1                             |                               |                               |  |  |                      |                      |                      |  |  |                    |                    |                    |
|  | Zamora                          | 1                               | 2                               |                      |   |                               |                               |                               |  |  |                      |                      |                      |  |  |                    |                    |                    |
|  | Zamora                          | 1                               | 2                               | Zamora (p)           | 1 | 0                             |                               |                               |  |  |                      |                      |                      |  |  |                    |                    |                    |
|  |                                 |                                 |                                 |                      | 1 | 0                             |                               |                               |  |  |                      |                      |                      |  |  |                    |                    |                    |
|  |                                 | Carabobo                        | 0                               | 1                    |   |                               |                               |                               |  |  |                      |                      |                      |  |  |                    |                    |                    |
|  | Real Esppor                     | Carabobo                        | 0                               | 1                    | 1 | 0                             |                               |                               |  |  |                      |                      |                      |  |  |                    |                    |                    |
|  | Real Esppor                     |                                 |                                 |                      | 1 | 0                             |                               |                               |  |  |                      |                      |                      |  |  |                    |                    |                    |
|  | Carabobo                        | 1                               | 2                               |                      |   |                               |                               |                               |  |  |                      |                      |                      |  |  |                    |                    |                    |
|  | Carabobo                        | 1                               | 2                               | Carabobo             | 4 | 2                             |                               |                               |  |  |                      |                      |                      |  |  |                    |                    |                    |
|  |                                 |                                 |                                 |                      | 4 | 2                             |                               |                               |  |  |                      |                      |                      |  |  |                    |                    |                    |
|  |                                 | Real Bolívar                    | 0                               | 3                    |   |                               |                               |                               |  |  |                      |                      |                      |  |  |                    |                    |                    |
|  | Real Bolívar (v)                | Real Bolívar                    | 0                               | 3                    | 1 | 1                             |                               |                               |  |  |                      |                      |                      |  |  |                    |                    |                    |
|  | Real Bolívar (v)                |                                 |                                 |                      | 1 | 1                             |                               |                               |  |  |                      |                      |                      |  |  |                    |                    |                    |
|  | D. San Antonio                  | 0                               | 2                               |                      |   |                               |                               |                               |  |  |                      |                      |                      |  |  |                    |                    |                    |

| Trujillanos Fútbol Club Clasifica a Copa Sudamericana 2011 |

#### Octavos de final
| 15 de septiembre de 2010 | Mineros de Guayana | 1:0 (0:0) | Deportivo Petare | CTE Cachamay, Ciudad Guayana                                                  |                                                                               |
|                          | Gómez 79'          | Reporte   |                  | Asistencia: 4515 espectadores Árbitro(s): Candelario Andarcia (Nueva Esparta) | Asistencia: 4515 espectadores Árbitro(s): Candelario Andarcia (Nueva Esparta) |

| 29 de septiembre de 2010 | Deportivo Petare | 0:1 (0:0) | Mineros de Guayana | Olímpico de la UCV, Caracas                                        |                                                                    |
|                          |                  | Reporte   | Yori 57'           | Asistencia: 155 espectadores Árbitro(s): Giovanny Perluzzo (Sucre) | Asistencia: 155 espectadores Árbitro(s): Giovanny Perluzzo (Sucre) |

| 15 de septiembre de 2010 | Yaracuyanos FC | 1:1 (1:0) | Deportivo Lara | Estadio Florentino Oropeza, San Felipe                                |                                                                       |
|                          | Buelvas 32'    | Reporte   | Mejías 75'     | Asistencia: 2810 espectadores Árbitro(s): Walter Gómez (Dtto Capital) | Asistencia: 2810 espectadores Árbitro(s): Walter Gómez (Dtto Capital) |

| 28 de septiembre de 2010 | Deportivo Lara | 1:0 (0:0) | Yaracuyanos | Estadio Metropolitano de Lara, Cabudare                              |                                                                      |
|                          | Mosquera 75'   | Reporte   |             | Asistencia: 4589 espectadores Árbitro(s): Marlon Escalante (Táchira) | Asistencia: 4589 espectadores Árbitro(s): Marlon Escalante (Táchira) |

| 15 de septiembre de 2010 | Deportivo Anzoátegui | 2:0 (1:0) | Aragua | Estadio José Antonio Anzoátegui, Puerto La Cruz                       |                                                                       |
|                          | Arismendi 45+1' 71'  | Reporte   |        | Asistencia: 450 espectadores Árbitro(s): Maycker Gómez (Dtto Capital) | Asistencia: 450 espectadores Árbitro(s): Maycker Gómez (Dtto Capital) |

| 29 de septiembre de 2010 | Aragua   | 1:0 (1:0) | Deportivo Anzoátegui | Estadio Giuseppe Antonelli, Maracay                                      |                                                                          |
|                          | Lugo 28' | Reporte   |                      | Asistencia: 1034 espectadores Árbitro(s): Guillermo Cerda (Dtto Capital) | Asistencia: 1034 espectadores Árbitro(s): Guillermo Cerda (Dtto Capital) |

| 15 de septiembre de 2010 | Trujillanos                | 3:1 (2:0) | Deportivo Táchira | Estadio José Alberto Pérez, Valera                                 |                                                                    |
|                          | Ángel 24' 64' · Cuevas 37' | Reporte   | Gutiérrez 62'     | Asistencia: 7040 espectadores Árbitro(s): Rafael Guarin (Trujillo) | Asistencia: 7040 espectadores Árbitro(s): Rafael Guarin (Trujillo) |

| 29 de septiembre de 2010 | Deportivo Táchira | 0:0 (0:0) | Trujillanos | Polideportivo de Pueblo Nuevo, San Cristóbal                         |                                                                      |
|                          |                   | Reporte   |             | Asistencia: 10119 espectadores Árbitro(s): Luis Márquez (Portuguesa) | Asistencia: 10119 espectadores Árbitro(s): Luis Márquez (Portuguesa) |

| 29 de septiembre de 2010 | Monagas        | 1:6 (0:3) | Caracas                                                      | Estadio Monumental de Maturín, Maturín                                         |                                                                                |
|                          | Jordan 86' (p) | Reporte   | Gómez 6' · Cabezas 11' 43' 52' · Castillo 69' · Figueroa 85' | Asistencia: 30600 espectadores Árbitro(s): Candelario Andarcia (Nueva Esparta) | Asistencia: 30600 espectadores Árbitro(s): Candelario Andarcia (Nueva Esparta) |

| 6 de octubre de 2010 | Caracas                     | 2:1 (2:0) | Monagas          | Estadio Olímpico de la UCV, Caracas |  |
|                      | Martínez 22' · González 31' |           | Valencia 61' (p) |                                     |  |

| 15 de septiembre de 2010 | Lara FC     | 1:1 (1:0) | Zamora      | Estadio Farid Richa, Barquisimeto                                  |                                                                    |
|                          | Sánchez 20' | Reporte   | Ramírez 90' | Asistencia: 750 espectadores Árbitro(s): Giovanni Perluzzo (Sucre) | Asistencia: 750 espectadores Árbitro(s): Giovanni Perluzzo (Sucre) |

| 29 de septiembre de 2010 | Zamora               | 2:1 (1:0) | Lara FC     | Estadio Agustín Tovar, Barinas                                   |                                                                  |
|                          | Meza 32' · Cuíca 51' | Reporte   | Morales 75' | Asistencia: 2050 espectadores Árbitro(s): Rafael López (Cojedes) | Asistencia: 2050 espectadores Árbitro(s): Rafael López (Cojedes) |

| 15 de septiembre de 2010 | Real Esppor | 1:1 (0:0) | Carabobo    | Estadio Brígido Iriarte, Caracas                                   |                                                                    |
|                          | Benítez 49' | Reporte   | Buelvas 61' | Asistencia: 696 espectadores Árbitro(s): Luis Márquez (Portuguesa) | Asistencia: 696 espectadores Árbitro(s): Luis Márquez (Portuguesa) |

| 29 de septiembre de 2010 | Carabobo                     | 2:0 (0:0) | Real Esppor | Polideportivo Misael Delgado, Valencia                            |                                                                   |
|                          | Rodríguez 58' · Ceballos 81' | Reporte   |             | Asistencia: 3989 espectadores Árbitro(s): Rafael Guarin (Barinas) | Asistencia: 3989 espectadores Árbitro(s): Rafael Guarin (Barinas) |

| 15 de septiembre de 2010 | Real Bolívar | 1:0 (0:0) | Deportivo San Antonio | Complejo Deportivo 5 de Julio, Ciudad Ojeda                      |                                                                  |
|                          | Cure 68'     | Reporte   |                       | Asistencia: 750 espectadores Árbitro(s): Ubencio Rangel (Mérida) | Asistencia: 750 espectadores Árbitro(s): Ubencio Rangel (Mérida) |

| 29 de septiembre de 2010 | D. San Antonio  | 2:1 (1:0) | Real Bolívar | Estadio Pedro Chávez, San Antonio del Táchira                    |                                                                  |
|                          | Camargo 30' 63' | Reporte   | Lepri 54'    | Asistencia: 1300 espectadores Árbitro(s): José Berrios (Barinas) | Asistencia: 1300 espectadores Árbitro(s): José Berrios (Barinas) |

#### Cuartos de final
| 8 de octubre de 2010 | Mineros de Guayana | 0:0 (0:0) | Deportivo Lara | CTE Cachamay, Ciudad Guayana                                        |                                                                     |
|                      |                    | Reporte   |                | Asistencia: 12341 espectadores Árbitro(s): Juan Soto (Dtto Capital) | Asistencia: 12341 espectadores Árbitro(s): Juan Soto (Dtto Capital) |

| 20 de octubre de 2010 | Deportivo Lara             | 2:0 (1:0) | Mineros de Guayana | Estadio Metropolitano de Cabudare, Cabudare                     |                                                                 |
|                       | Flores 5' (p) · Rondón 54' | Reporte   |                    | Asistencia: 960 espectadores Árbitro(s): Rafael López (Cojedes) | Asistencia: 960 espectadores Árbitro(s): Rafael López (Cojedes) |

| 10 de octubre de 2010 | Deportivo Anzoátegui | 1:1 (1:1) | Trujillanos | Estadio José Antonio Anzoátegui, Puerto La Cruz                 |                                                                 |
|                       | Lobo 24'             | Reporte   | Armua 28'   | Asistencia: 972 espectadores Árbitro(s): Rafael López (Cojedes) | Asistencia: 972 espectadores Árbitro(s): Rafael López (Cojedes) |

| 20 de octubre de 2010 | Trujillanos | 0:0 (0:0) | Deportivo Anzoátegui | Estadio José Alberto Pérez, Valera                                   |                                                                      |
|                       |             | Reporte   |                      | Asistencia: 7378 espectadores Árbitro(s): Marlon Escalante (Táchira) | Asistencia: 7378 espectadores Árbitro(s): Marlon Escalante (Táchira) |

| 10 de octubre de 2010 | Carabobo                                        | 4:0 (1:0) | Real Bolívar | Polideportivo Misael Delgado, Valencia                              |                                                                     |
|                       | Villareal 33' 77' · Rodríguez 47' · Buelvas 73' | Reporte   |              | Asistencia: 5119 espectadores Árbitro(s): Ramón Ortega (Portuguesa) | Asistencia: 5119 espectadores Árbitro(s): Ramón Ortega (Portuguesa) |

| 20 de octubre de 2010 | Real Bolívar                         | 3:2 (2:1) | Carabobo                  | Estadio 5 de Julio, Ciudad Ojeda                                  |                                                                   |
|                       | Cure 13' · Cordero 45' · Jiménez 85' | Reporte   | Pluchino 27' · Perozo 58' | Asistencia: 962 espectadores Árbitro(s): Víctor Torres (Trujillo) | Asistencia: 962 espectadores Árbitro(s): Víctor Torres (Trujillo) |

| 20 de octubre de 2010 | Caracas        | 1:2 (0:1) | Zamora                   | Estadio Olímpico de la UCV, Caracas                           |                                                               |
|                       | Bustamante 76' | Reporte   | Galezzo 11' · Copete 89' | Asistencia: 4158 espectadores Árbitro(s): José Argote (Zulia) | Asistencia: 4158 espectadores Árbitro(s): José Argote (Zulia) |

| 3 de noviembre de 2010 | Zamora   | 1:0 (0:0) | Caracas | Estadio Agustín Tovar, Barinas                                        |                                                                       |
|                        | Meza 71' | Reporte   |         | Asistencia: 11800 espectadores Árbitro(s): José Luis Hoyos (Trujillo) | Asistencia: 11800 espectadores Árbitro(s): José Luis Hoyos (Trujillo) |

#### Semifinal
| 10 de noviembre de 2010 | Zamora     | 1:0     | Carabobo | Estadio Agustín Tovar, Barinas                                        |                                                                       |
|                         | Copete 46' | Reporte |          | Asistencia: 8600 espectadores Árbitro(s): Alejandro Ramírez (Miranda) | Asistencia: 8600 espectadores Árbitro(s): Alejandro Ramírez (Miranda) |

| 24 de noviembre de 2010 | Carabobo  | 1:0     | Zamora | Polideportivo Misael Delgado, Valencia                           |                                                                  |
|                         | Pérez 67' | Reporte |        | Asistencia: 6519 espectadores Árbitro(s): Rafael López (Cojedes) | Asistencia: 6519 espectadores Árbitro(s): Rafael López (Cojedes) |

| Tanda de penaltis |  |     |  |                 |
| Jiménez           |  | 1:0 |  | Galezzo         |
| Villareal         |  | 1:1 |  | Díaz            |
| Rolong            |  | 2:2 |  | Suárez          |
| Pérez             |  | 3:3 |  | Fasciana        |
| Ceballos          |  | 4:4 |  | Meza            |
| Garcés            |  | 5:5 |  | Jonathan Copete |
| González          |  | 6:6 |  | Flores          |
| Rodríguez         |  | 6:7 |  | Rojas           |

| 10 de noviembre de 2010 | Deportivo Lara            | 2:1     | Trujillanos | Estadio Metropolitano de Cabudare, Cabudare                       |                                                                   |
|                         | Mosquera 55' Arrieche 71' | Reporte | Armúa 17'   | Asistencia: 2590 espectadores Árbitro(s): Rafael Guarin (Barinas) | Asistencia: 2590 espectadores Árbitro(s): Rafael Guarin (Barinas) |

| 24 de noviembre de 2010 | Trujillanos                           | 3:1     | Deportivo Lara | Estadio José Alberto Pérez, Valera                                     |                                                                        |
|                         | Cuevas 17' · Cabrera 89' · García 90' | Reporte | Ocanto 48'     | Asistencia: 12400 espectadores Árbitro(s): Alejandro Ramírez (Miranda) | Asistencia: 12400 espectadores Árbitro(s): Alejandro Ramírez (Miranda) |

#### Final
| 1 de diciembre de 2010 | Trujillanos | 0:0     | Zamora | Estadio José Alberto Pérez, Valera                                   |                                                                      |
|                        |             | Reporte |        | Asistencia: 22000 espectadores Árbitro(s): Luis Márquez (Portuguesa) | Asistencia: 22000 espectadores Árbitro(s): Luis Márquez (Portuguesa) |

| 8 de diciembre de 2010 | Zamora      | 1:1     | Trujillanos  | Estadio Agustín Tovar, Barinas                                    |                                                                   |
|                        | Badillo 81' | Reporte | Ferreira 32' | Asistencia: 25000 espectadores Árbitro(s): José Marquina (Mérida) | Asistencia: 25000 espectadores Árbitro(s): José Marquina (Mérida) |

## Goleadores
| Jugador              | Jugador            | Goles | Equipo               |
| -------------------- | ------------------ | ----- | -------------------- |
| Bandera de Venezuela | Heatkliff Castillo | 3     | Caracas              |
| Bandera de Venezuela | Dany Cure          | 3     | Real Bolívar         |
| Bandera de Colombia  | Luis Cabezas       | 3     | Caracas              |
| Bandera de Colombia  | Andrés Buelvas     | 3     | Carabobo             |
| Bandera de Venezuela | Cristian Cásseres  | 3     | Real Esppor          |
| Bandera de Venezuela | Daniel Arismendi   | 3     | Deportivo Anzoátegui |